# インクワイアリー

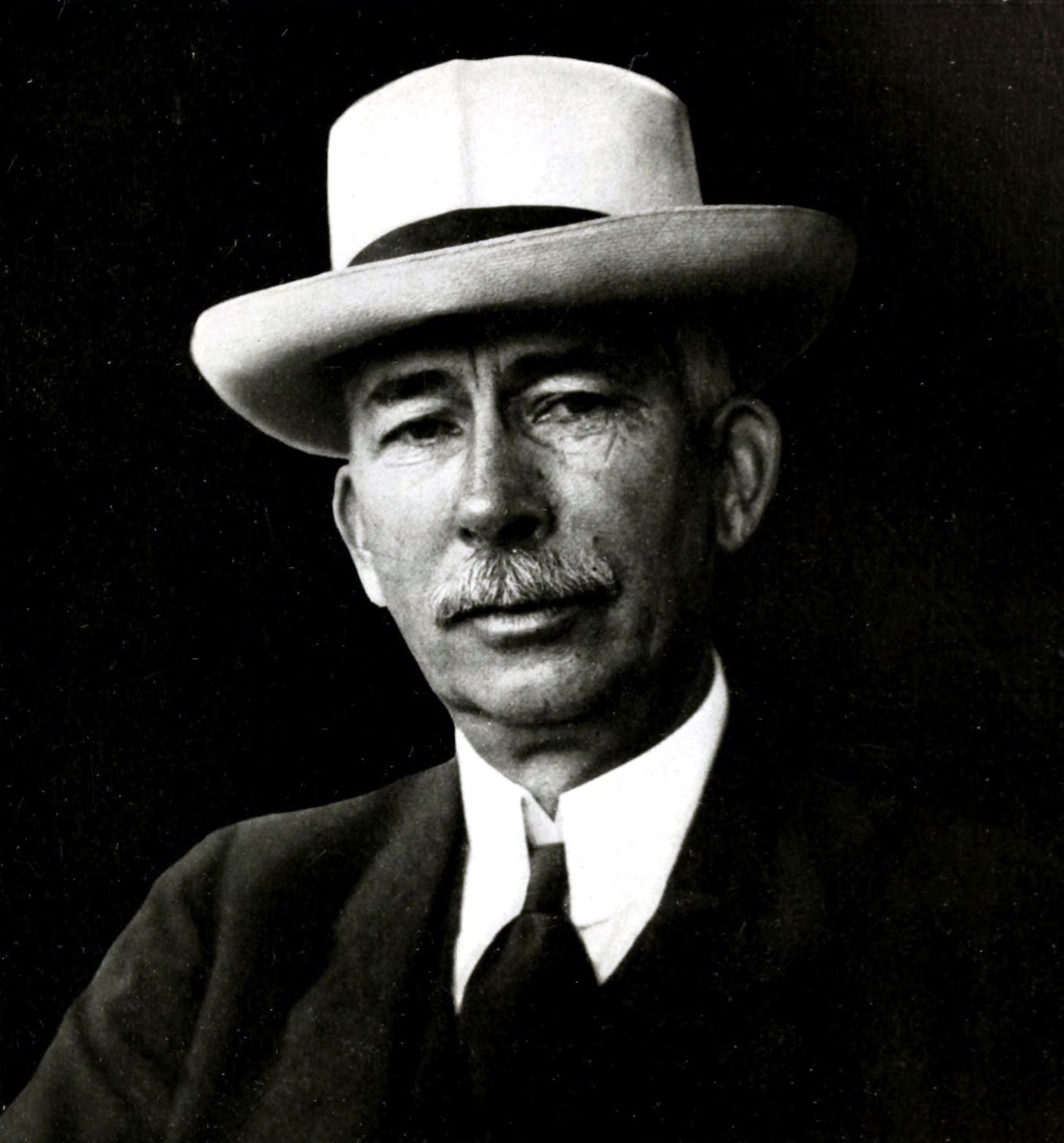
エドワード・ハウス

インクワイアリー（英語: The Inquiry、大調査）は、1917年9月に第28代アメリカ合衆国大統領ウッドロウ・ウィルソン召集の下、ウィルソンの外交顧問であったエドワード・マンデル・ハウスが設立、統率した、第一次世界大戦後の世界秩序構築のためのアメリカの調査組織、研究チーム。ウィルソン大統領に同行しパリ講和会議に出席するなど重要な役割を果たした。

## 概要

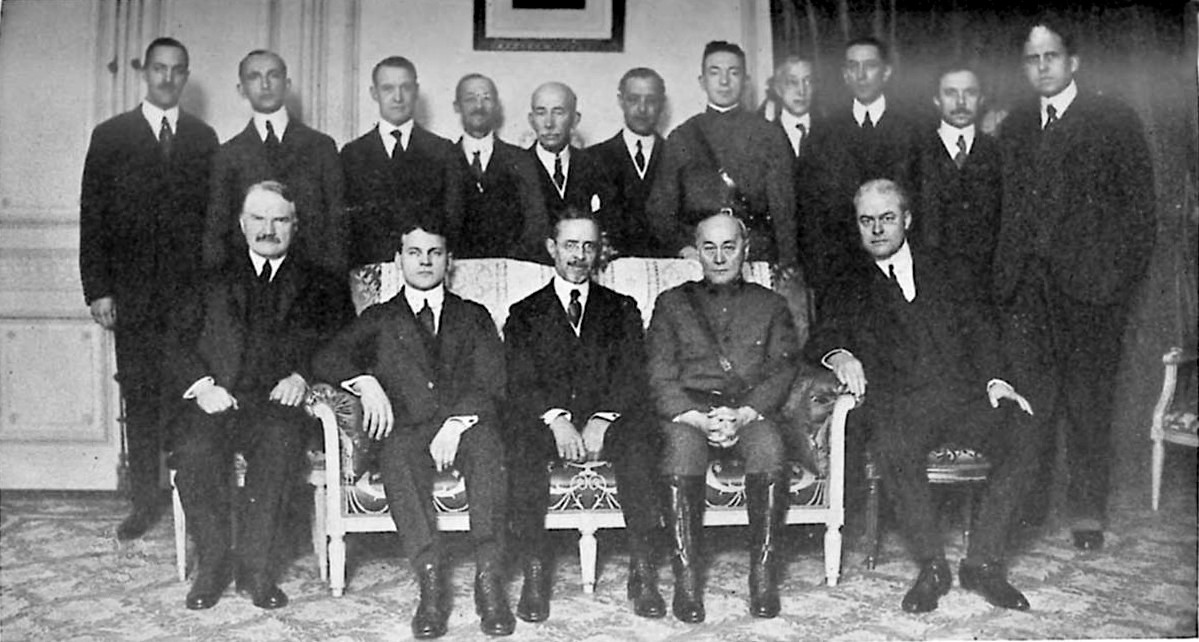
1919年パリ講和会議でのインクワイアリーメンバー集合写真。左から右に前列：チャールズ・ホーマー・ハスキンス（西ヨーロッパ）、イザイア・ボウマン（領土情報主任）、シドニー・エドワード・メゼス（理事）、ジェームズ・ブラウン・スコット（国際法）、デビッド・ハンター・ミラー（国際法）後列：チャールズ・シーモア（オーストリア=ハンガリー）、R.H.ロード（ポーランド）、ウィリアム・リン・ウェスターマン（西アジア）、マーク・ジェファーソン（地図作成）、エドワード・ハウス（植民地）、ジョージ・ルイス・ビア（植民地）、D・W・ジョンソン（地理）、クライヴ・デイ（バルカン半島）、W・E・ルント（イタリア）、ジェームズ・T・ショットウェル（歴史）、アリン・アボット・ヤング（経済）

インクワイアリーを設立したエドワード・ハウスは、ウィルソン大統領の最も重要な外交政策顧問であった。約150人の学者で構成されたインクワイアリーは、理事を哲学者シドニー・メゼスが務め、後に地理学者でジョンズ・ホプキンス大学学長も務めたイザイア・ボウマンがメゼスの事務所を引き継いだ。
歴史家兼司書のアーチボルド・キャリー・クーリッジ、歴史家のジェームズ・ショットウェル、弁護士のデビッド・ミラー（パリ講和会議の国際連盟創設にあたるハースト＝ミラー草案で知られる）ら、メンバーは著名な地理学者、政治学者、歴史家、弁護士等で構成され、それぞれ特定の部門に割り当てられた。政治評論家のウォルター・リップマンは調査主任を勤めた。また組織参加を打診されたものの実際直接運営や調査には関わらなかったが、ジェームズ・トラスロー・アダムス、ルイ・ブランダイス、アボット・ローレンス・ローウェル、ウォルター・ワイルらは相談役として深く関与した。設立当初はニューヨーク公共図書館で活動していたが、ボウマンが加入した後はニューヨークのアメリカ地理学会の事務所で活動した。
またこの組織には、コロンビア大学の歴史学教授であり、アルバニア、トルコ、中央アフリカなどの発展途上地域の教育ニーズを評価するためにフィリピンでの経験を活用した研究部門の主要メンバーであるポール・モンローや、ワシントン州立大学の歴史学教授でロシアの外交史を専門とし、ウクライナ、リトアニア、ポーランド、ロシアに関する論文を執筆したフランク・A・ゴールダーなどの学者がいた。
インクワイアリーのメンバーの内23人はアメリカの和平交渉委員会に加わり、USSジョージワシントン号でウィルソン大統領に同行し、1919年1月にパリ講和会議（ヴェルサイユ講和会議）に出席した。

## インクワイアリーによる各国への勧告
インクワイアリーは、調査したそれぞれの国や地域に対し、理想的な国境と、永続的な平和を達成するために必要であるとした条件について具体的に勧告した。

### フランス、ベルギー、ルクセンブルク、デンマーク
アルザス＝ロレーヌと、1815年以前にフランスが支配していたザールラントの一部をフランスに返還し、ラインラントを非武装化することを推奨した 。ベルギーに関しては中立的地位を廃止し、ベルギーがマーストリヒト（戦略的理由）とマルメディ（民族的理由）の一部の領土を併合することを許可することを推奨した。ルクセンブルクに関しては、ベルギーに併合されるか、独立を回復することを推奨した。一方、シューレスヴィヒ北部では国民投票を実施すべきであり、もし地域住民が望むならこの地域はドイツからデンマークに移管されるべきであるとした。

### ロシア、ポーランド、旧ロシア帝国
関係国全ての経済的利益に最も役立つという信念から、ロシアが真の連邦民主国家になるのであれば、バルト諸国（リトアニアを除く）とウクライナはロシアとの再統一が奨励されるべきだとした。一方でボリシェビキがロシア支配を継続する場合は、これらの地域でロシアとの関係に関する国民投票が将来開催される事を前提に、バルト諸国とウクライナの独立を認めるとした 。ウクライナ、ラトビア、エストニアに関して提案された国境は1991年以降の国境と非常によく似ており、実際インクワイアリーはクリミアをウクライナに与えるべきだと提案していた。
フィンランドの独立支持を表明し、最終的に失敗に終わったがオーランドがフィンランドからスウェーデンに移管されることを望んでいた。ポーランドに関しては、明らかなポーランド人の居住地域によって独立したポーランドが作られ、可能であればポーランドとリトアニアは統一し、ポーランド回廊を創設することにより「ポーランドに妨げられることのないバルト海への安全なアクセスが与えられる」ことを推奨した。160万人のドイツ人を持つ東プロイセンをドイツの他の地域から切り離すことは不幸な話であるとを認めつつも、人口2000万人の国であるポーランドの海へのアクセスを拒否するより悪ではないと考えた。さらに、ドイツがポーランド回廊を鉄道網で横断することを保証するのは容易だという自信を表明した。ポーランドの東の国境に関しては、東ガリツィア（ハルィチナー）とベラルーシの領土の大部分を北のポーランドに併合する選択肢を提示した。
コーカサスではウィルソンのアルメニア国境でアルメニアに独立を与え、ジョージアとアゼルバイジャンの両方に暫定的な独立を与えることを提案した。さらに、アルメニア、ジョージア、アゼルバイジャンの将来的な連合（トランスコーカサス連邦）のアイデアは、インクワイアリーで好意的に議論、検討された。

### チェコスロバキア、ルーマニア、ユーゴスラビア、イタリア
チェコ人とスロバキア人が多数派が占める旧オーストリア＝ハンガリー帝国の地域にチェコスロバキア国家が創設されることが提案された。さらに、チェコスロバキアには、ズデーテン地方とサブカルパチアのルテニアの両地域と、スロバキアの南にある50万人以上のハンガリー人（マジャール人）を含めることを提案した。
ルーマニアに関してはベッサラビア全体、ブコヴィナのルーマニア人が多数を占める地域、トランシルヴァニア全体、ハンガリーのルーマニア人地域、およびバナトの約3分の2を併合することを許可するよう提案した。さらにルーマニアが南ドブルジャをブルガリアに割譲することを提案し、最終的に1940年に実行された。一方、セルビア、モンテネグロ、旧オーストリア＝ハンガリー帝国のセルビア人、クロアチア人、スロベニア人の地域から「独立したユーゴスラブ連邦国家」が創設されることが提案された。
イタリアに関して、1915年のロンドン条約で約束されたブレンナー峠が最高の戦略的国境となることを認めていたが、イタリア国内に流入するドイツ民族の数を減らすため、また第一次大戦前の国境よりもより防御しやすい国境をイタリア北部に与えるために、その少し南の国境線を推奨した 。さらに、多数のイタリア人が属するイストリアをイタリア併合することを認めた。しかしイタリア人が多数ではないフィウメはユーゴスラビアにとって重要であるため除外された。さらに、イタリアはロドス島とドデカネス諸島の占領を終了するべきだとし、実際に住民の希望に応じ第二次世界大戦の終結後の1947年に実現した。また、イタリアのリビアに「スーダンへのアクセスと貿易に十分な後背地を与える」ことを推奨した 。

### ドイツ、オーストリア、ハンガリー
後にオーストリア共和国と改名されたドイツ＝オーストリア共和国は独立国家として設立され、トリエステ、フィウメ、または両方の都市で貿易の出口を与えられることを推奨した。一方、ハンガリーは、最終的にトリアノン条約によって得たものと非常によく似た国境で独立し、トリエステまたはフィウメのいずれかでの貿易の出口と「ドナウ川下流での無制限の貿易の権利」も与えられることが提案した。ドイツ人が多数を占めるブルゲンラントに関して、少なくともこの地域の人々が実際にオーストリアとの連合を望んでいることが明らかになるまでは、「古くから確立された社会を妨害する」ことを避けるためにハンガリー内に留めておくことを勧めた。

### アルバニア、コンスタンティノープル、海峡、中東
アルバニアの状況は非常に複雑な性質のため、具体的な推奨事項は与えなかった。
コンスタンティノープルに関しては、そこに国際国家を創設し、その維持のために国際的な保証を持つすべての国の船舶と商船に対しボスポラス海峡、マルマラ海、ダールダネルス海峡が恒久的に開放されることを提案した。一方、アナトリアに関しては、委任統治の下で独立したトルコアナトリア国が創設されるべきだとし、委任統治を担当する大国は後で決定されるよう勧告した。
また、委任統治の下による独立国家であるメソポタミアとシリアが創設されることを提案し、委任統治を担当する大国に関しての決定は後日に保留された。提案されたシリアは、現在レバノン、ヨルダン北部、シリア西部の一部である領土で構成される。一方、提案されたメソポタミアは、現在イラクとシリア北東部の一部である領土で構成される。さらに、メソポタミアとシリアを含むアラブ連合創設の選択肢を開いたままにしておくようアドバイスした。
パレスチナに関しては、英国の委任統治の下で独立国家が創設されるべきだとした。非ユダヤ人の人権、宗教、財産権の保護が保証され、また国家の聖地が国際連盟の保護下にある場合、ユダヤ人はパレスチナに戻り定住するよう推奨した。実際、国際連盟はすぐにパレスチナをユダヤ人国家であるイギリス委任統治領パレスチナとして承認した。
アラビアに関しては、ヒジャーズ王による支配を望まないアラブ部族に対して、支配を課そうとするヒジャーズ王を支援を与えるべきではないと提案した。

## インクワイアリー活動後
メンバーの何人かにより1921年、アメリカ政府から独立した外交問題評議会が設立された。
インクワイアリーの書類は現在アメリカ国立公文書館に保管されている。一部の（多くの場合重複）はイェール大学公文書館にも保管されている。